# Coacervado

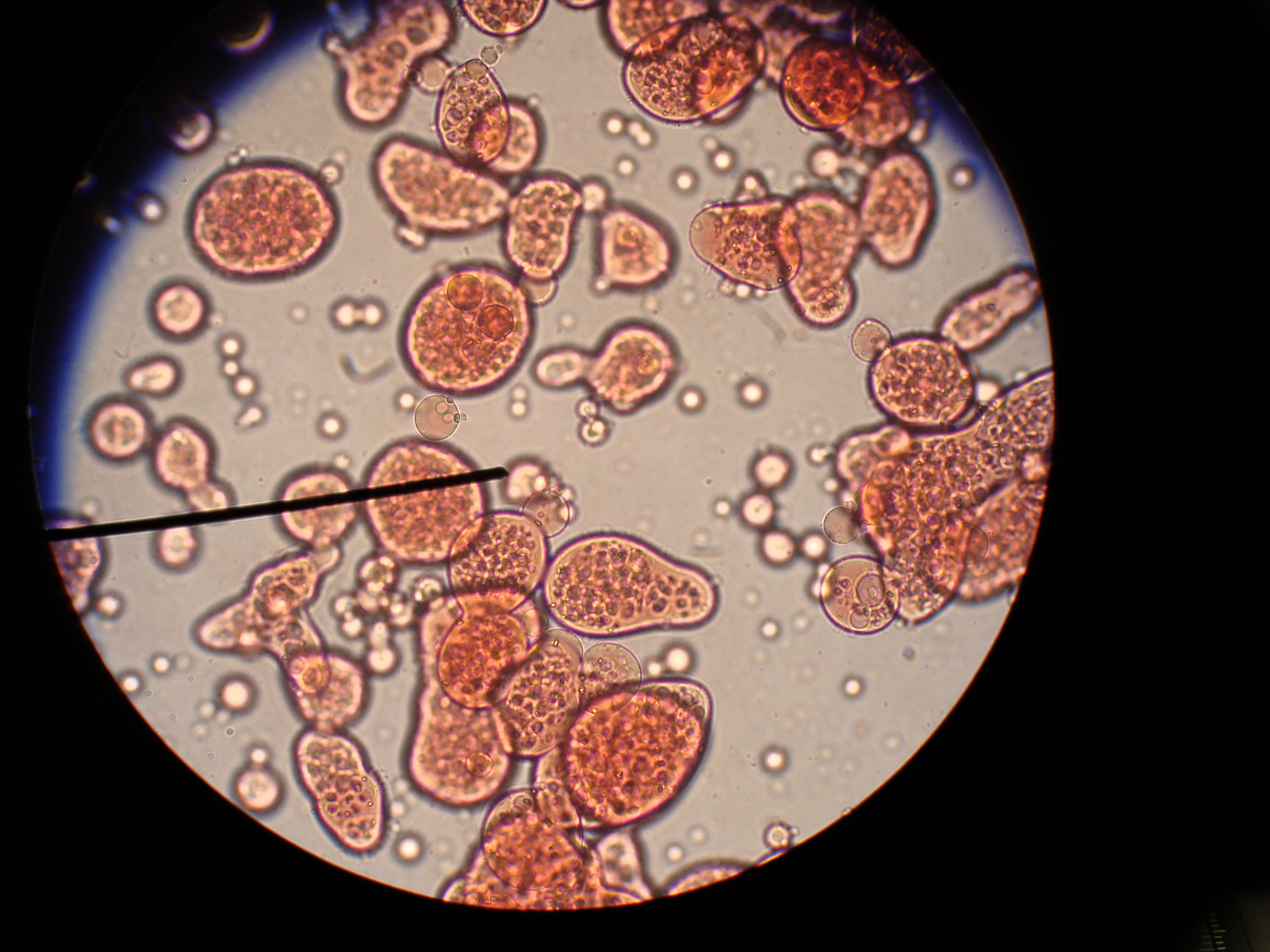
Coacervado

Coacervado é um aglomerado de moléculas proteicas envolvidas por água em sua forma mais simples. Acredita-se que os coacervados tenham posteriormente dado origem às primeiras formas de vida na Terra. Essas moléculas foram envolvidas pela água devido ao potencial de ionização presente em alguma de suas partes e por isso, é muito provável que tenham surgido no mar.
A Teoria de Oparin diz que existiam coacervados formados a partir de ligação entre compostos orgânicos que teriam se originado no mar com o tempo. Os mais instáveis quebraram e se desfizeram. Outros uniram-se de outras formas e a moléculas inorgânicas, formando coacervados complexos. É possível que em algumas dessas milhares de combinações que podem ter ocorrido, alguns coacervados tenham se tornado mais estáveis.
Ao mesmo tempo, formou-se no oceano um caldo quente composto por coacervados e outros tipos de matéria orgânica, assim como substâncias inorgânicas. Isso possibilitou a sobrevivência dos coarcevados,que precisavam de energia inicialmente obtida dos raios ultravioleta e descargas elétricas e posteriormente passou a ser obtida de forma bioquímica (açúcares, matéria orgânica em geral). Inicialmente, os coacervados eram circundados por uma membrana de estrutura simples mas, com o passar do tempo, essa membrana foi se tornando especializada, permitindo um controle melhor da entrada e saída de substâncias.